# Mercado Municipal (Venilale)
Der Mercado Municipal (deutsch Gemeindemarkt) ist ein Marktgebäude im osttimoresischen Ort Venilale (Suco Uatu Haco, Verwaltungsamt Venilale, Gemeinde Baucau).
Das Gebäude mit seiner auffälligen Front stammt aus der portugiesischen Kolonialzeit. 30 bis 50 Händler bieten in und vor dem Gebäude mittwochs und samstags Vormittag ihre Waren an. Dazu gehören Obst, Gemüse, Kleidung  und Tais. Der Markt ist Treffpunkt für die Einwohner aus dem ganzen Verwaltungsamt.